# Digital Devil Story: Megami tenszei
A Digital Devil Story: Megami Tensei (デジタル・デビル物語 女神転生; Dedzsitaru Debiru Szutórí Megami Tenszei) a népszerű Megami Tensei videójáték-sorozat első játéka. Ugyan az Atlus adta ki a sorozat legtöbb játékát, azonban az első kettőt a Namco miután megvásárolta Nisitani Aja horror novellasorozatának, a Digitial Devil Story-nak megvideójátékosítási jogát.
1987-ben adta ki a Namco Family Computer játékkonzolra. Egy hasonló nevű játékot is kiadott a Telenet Japan PC88 és MSX számítógépekre, azonban ezekben a szerepjáték elemek számát drasztikusan lecsökkentették. 1994-ben az Atlus átalakította a Namco verziót és annak folytatásával, a Digital Devil Story: Megami Tensei II-vel kiadták egy Super Famicom kazettán Kjújaku Megami Tensei néven. EZen játékok egyike sem jelent meg Japánon kívül.
A Digital Devil Story: Megami Tensei egy konzolos szerepjáték amelyben sok „dungeon crawling” szerepel és a központjában a démonok állnak, amik a sorozat védjegyévé váltak.

## Játékmenet
A Digital Devil Story: Megami Tensei-ben több olyan játékmenetbeli elem található amely a sorozat további játékaiban is megtalálhatóak, köztük a démonok elfogása, kombinálása és a belső nézetű kameraállás. A labirintusok felfedezése közben a játékos kap egy automapet, ami úgy egészül ki ahogy a játékos felfedezi a területet. A játék nem szerepeltet mentési lehetőséget, de jelszavakat ad a városokban, azonban a remake már tartalmazza a mentés opcióját.

## Cselekmény
Nakadzsima Akemi (中島朱実; Hepburn: Akemi Nakajima) egy középiskolás tanuló és egy programozó zseni, aki készít egy olyan programot amivel démonokat lehet idézni a Makaiból. Eredetileg az volt a szándéka a programmal, hogy bosszút álljon egyik osztálytársán aki megverte. Siraszagi Jumikoval (白鷺弓子; Hepburn: Yumiko Shirasagi), egy cserediákkal aki szerelmes lesz Nakadzsimába, aki mint később kiderül a Izanami reinkarnációja, együtt harcolnak az elszabadult démonokkal. Nakadzsima a programjával megidézi egy Loki nevű démont, míg Isma Feed, egy amerikai számítógép zseni megidézi Széthet, hogy felhasználja annak erejét. A játék valószínűleg a két első Digital Devil Story után játszódik, amiben Loki és Széth le lett győzve. Lucifer azonban újjáéleszti őket, hogy újra rátámadjanak az élők világára.

## Fogadtatás
Kurt Kalata a sorozatáról írt cikkében a Hardcore Gaming 101-ben azt állította, hogy: „Meglepő, hogy milyen mélységes a szörnyek elfogása és a kombinálási elemek a játék korához képest... Ellentétben a többi korabeli játékkal a harcok gyorsak, különösen az ügyes auto harc funkcióval, úgyhogy a magas számú harcokat majdnem ki lettek egyenlítve.”
A Digital Devil Story: Megami Tensei a Megami Tensei sorozat - ami a harmadik legnépszerűbb szerepjáték sorozat Japánban a Dragon Quest és a Final Fantasy után - harmadik játéka. Számos játékmenetbeli eleme, köztük a démonok elfogása és azok kombinálása visszaköszön a sorozat többi játékában.

## Külső hivatkozások
- A Digital Devil Story: Megami Tensei Archiválva 2010. szeptember 14-i dátummal a Wayback Machine-ben a MobyGames-en
- Nem hivatalos fordítási projekt